# Caner Cavlan
Caner Cavlan (Doetinchem, 5 febbraio 1992) è un calciatore olandese, difensore dell'Iğdır.

## Carriera

### Club
Prodotto delle giovanili del De Graafschap, compie il suo debutto in prima squadra nella stagione 2011-12. Per i successivi tre anni è principalmente impiegato come riserva ma nella stagione 2014-15 è schierato come titolare e contribuisce con 36 presenze e 7 reti al raggiungimento del 7º posto in Eerste Divisie.
Nel giugno 2015 torna in Eredivisie dopo essere stato acquistato dall'Heerenveen, con cui firma un triennale. Debutta con la sua nuova maglia l'11 agosto seguente, in una vittoria in casa per 3-1 proprio contro il De Graafschap. Nel gennaio 2017 passa in prestito al Şanlıurfaspor e in estate si trasferisce con la stessa formula al Boluspor.
Nell'estate del 2018 torna in Olanda firmando per l'Emmen. Colleziona 34 presenze e 4 gol in campionato e il 19 giugno 2019, in scadenza di contratto, si accasa all'Austria Vienna.